# Riley Smith
Riley Smith, född 12 april 1978 i Cedar Rapids, Iowa, USA, är en amerikansk skådespelare och modell. Han är sångare för bandet The Life of Riley och har medverkat i ett par TV-serier, bland andra Womens murderer club, Criminal Minds och 90210.

## Filmografi
- Dangerous Water
- Voodoo Academy (2000, regi David DeCoteau)
- Motocrossed (2001)
- Eight Legged Freaks (2002)
- Radio 2003
- New York minute (2004)
- Make it happen (2008)
- True Detective (2015)

## Fotnoter
1. ↑  Gemeinsame Normdatei, läst: 5 maj 2014.[källa från Wikidata]